# Amylogalla
Amylogalla is een monotypisch geslacht van schimmels uit de onderstam Pezizomycotina. Het bevat alleen Amylogalla fava.